# Bazyli Kuc
Bazyli Kuc (ur. 31 marca 1897 w Kućkach, zm. 17 listopada 1944 w Pawłodarze) – białoruski działacz polityczny okresu II RP, poseł na Sejm III kadencji z listy BBWR, członek Rady Głównej  Centralnego Towarzystwa Organizacji i Kółek Rolniczych od 1934 roku.

## Życiorys
Ukończył szkołę rzemieślniczą w Petersburgu, później wszedł na ścieżkę kariery wojskowej (Szkoła Kadetów w Kazaniu). W latach 1915–1918 walczył w armii rosyjskiej, w 1918 pojmany i skazany na śmierć przez bolszewików w Piotrogrodzie, zbiegł by walczyć w białej gwardii. Córka Bazylego, Stanisława, wiele lat później opowiedziała o jego ucieczce:
"Siedział w kazamatach. Na drzwiach celi karteczka z jego nazwiskiem. A wyrok śmierci wykonywany był tak, że w środku nocy wyprowadzali straceńca nad rzekę, strzelali i ciało wpadało do wody. Więzienny strażnik, który pilnował tatusia, miał to samo nazwisko. Zlitował się i mówi: "Ja oddam strzał, ty wpadniesz do rzeki i jeśli tylko umiesz pływać, uciekniesz". Po jakimś czasie tatuś wrócił do Kuciek".
W 1921 osiadł w Polsce, w powiecie Wołożyn, gdzie prowadził własne gospodarstwo. Przez kilka kadencji piastował urząd wójta gminy Traby, zapisał się jako fundator licznych szkół ludowych i stypendiów dla uzdolnionej młodzieży białoruskiej (na które przeznaczał własną dietę poselską). Był prezesem Kasy Stefczyka w powiecie wołożyńskim.
W 1929 roku został odznaczony Brązowym Krzyżem Zasługi za dokonania "na polu pracy społecznej i samorządowej". 
W latach 1930–1935 sprawował mandat z listy BBWR z okręgu Lida (nr 62), w Sejmie II kadencji (1928–1930) pełnił funkcję zastępcy posła z tego samego okręgu. 
W 1939 mianowano go komisarzem terenowej obrony cywilnej, po wkroczeniu Armii Czerwonej na Nowogródczyznę został aresztowany przez NKWD i zesłany do Republiki Komi, gdzie zajmował się wydobywaniem ropy naftowej. 
Zwolniony w wyniku układu Sikorski-Majski, pełnił funkcję męża zaufania Delegatury Ambasady Polskiej w Pawłodarze. W 1943 aresztowany i skazany na 10 lat więzienia, zwolniony do domu w czerwcu 1944 na parę miesięcy przed śmiercią.